# Jean-Michel Coron
Jean-Michel Coron (* 8. August 1956 in Paris) ist ein französischer Mathematiker, der sich mit Partiellen Differentialgleichungen beschäftigt.

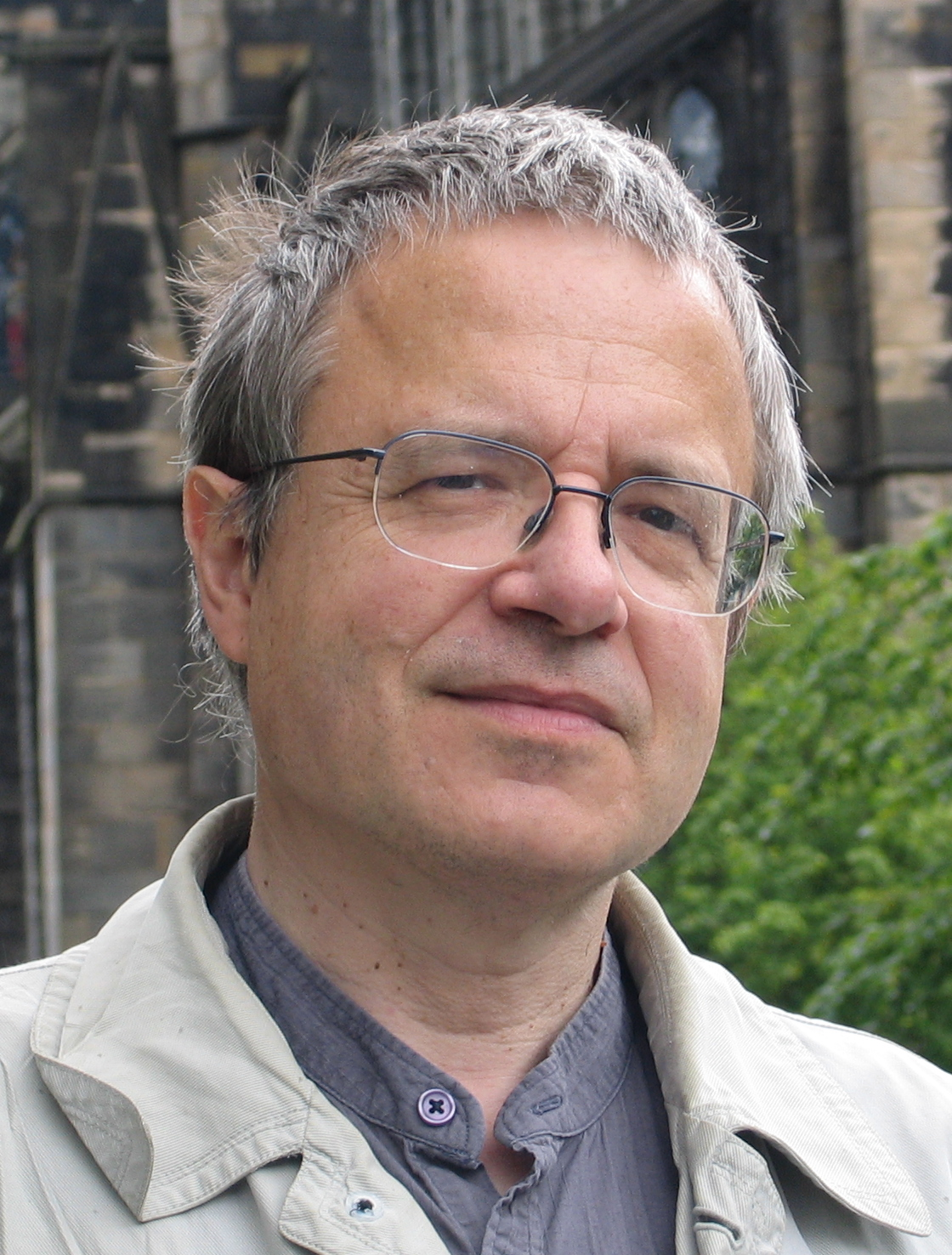
Coron (2009)

Coron machte 1978 seinen Abschluss an der École polytechnique (an der er seit 1975 studierte) und 1981 an der École des Mines, wo er anschließend bis 1983 am Zentrum für Automatisierung und Informatik forschte. 1982 wurde er bei Haïm Brezis an der Universität Paris VI promoviert (Solutions périodiques non triviales d'une équation des ondes). Ab 1983 war er Maître de Conférences an der École Polytechnique und ab 1987 Professor an der Universität Paris-Süd (seit 1990 mit voller Professor). 1992 bis 1996 war er abgestellt für das CNRS an das CMLA, dessen Direktor er 1995/96 war. Ab 2008 ist er Professor an der Universität Paris VI (Pierre et Marie Curie) am Labor Jacques Louis Lions. Außerdem ist er Mitglied des Institut Universitaire de France.
Coron beschäftigt sich mit nichtlinearer Funktionalanalysis und der Kontrolltheorie (nichtlinearer) partieller Differentialgleichungen.
1987 hielt er den Cours Peccot am Collège de France, 1995 erhielt er den Prix Jaffé der französischen Akademie der Wissenschaften und 1993 erhielt er den Fermat-Preis. 2000 erhielt er den Catalan-Preis der belgischen Akademie der Wissenschaften und 2002 den Dargelos Preis der École Polytechnique. 2010 hielt er einen Plenarvortrag auf dem Internationalen Mathematikerkongress (ICM) in Hyderabad (On the controllability of nonlinear differential equations) und 1990 war er Invited Speaker auf dem ICM in Kyōto (Harmonic maps with values into spheres). 2021 wurde Coron in die Academia Europaea gewählt.
Er ist mit Claire Voisin verheiratet, mit der er fünf Kinder hat.
Zu seinen Doktoranden zählen Frédéric Hélein und Fabrice Béthuel.

## Schriften
- Control and nonlinearity (= Mathematical Surveys and Monographs. 136). American Mathematical Society, Providence RI 2007, ISBN 978-0-8218-3668-2.
- Scholarpedia Artikel von Coron über Kontrolle partieller Differentialgleichungen.